# Bharata (Mahābhārata)

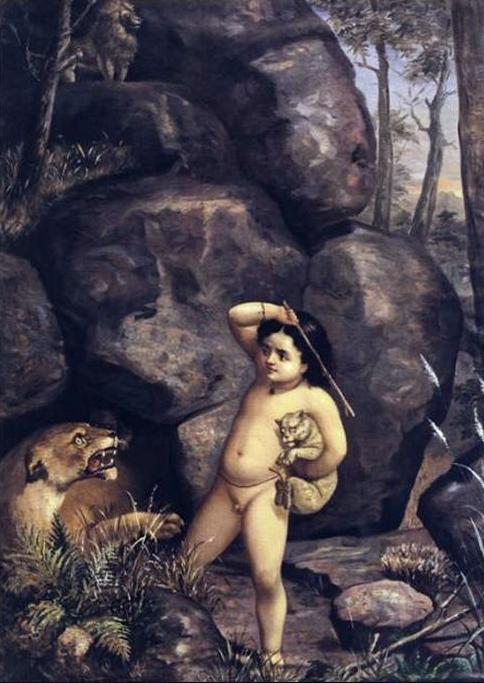
Bharata bambino gioca con i cuccioli di leone, dipinto di Raja Ravi Varma.

Bharata (devanagari: भरत, lett. "amato") è un personaggio della mitologia induista, la cui storia appare soprattutto nel poema epico Mahābhārata e nel dramma Abhijñānaśākuntalam (Il riconoscimento di Śakuntalā).

## Origine del nome
Bharata è un nome piuttosto comune nella mitologia indiana. Bhārata era in origine il nome di una delle tribù indoarie menzionate nel Rigveda. Secondo il racconto, la tribù prese il nome da questo personaggio, ma siccome la menzione della tribù è più antica di quella del personaggio, probabilmente è vero il contrario. Anche il nome attuale dell'India, Bhārat in hindī, viene tradizionalmente fatta risalire a questo re.

## Genealogia
Bharata nella mitologia è figlio di Duṣyanta, re di Hastinapur, e di Śakuntalā., e discende dal clan Puru della dinastia lunare dei re indiani. Attraverso molte generazioni è antenato di re Kuru e dei fratelli Pāṇḍava e Kaurava.

## Mitologia
La storia della nascita e delle imprese di Bharata è narrata soprattutto nel primo libro del Mahābhārata, e nel dramma Abhijñānaśākuntalam di Kālidāsa. Secondo la leggenda, il re Duṣyanta incontrò Śakuntalā nella foresta, durante una battuta di caccia, e fu rapito dalla sua bellezza. Rimase con lei per il tempo necessario per concepire il figlio, ma poi dovette tornare agli affari del suo regno, e diede a Śakuntalā un anello, in modo da farsi riconoscere quando si fosse recata alla corte del re. Bharata crebbe così nella foresta, e divenne talmente coraggioso e forte che si dilettava ad aprire la bocca dei leoni e delle tigri per contare i loro denti.
Secondo la versione del Mahābhārata, quando il bambino ebbe sei anni, la madre lo condusse a corte per presentarlo a suo padre. Il re però non riconobbe né Śakuntalā né Bharata, sostenendo che le donne sono spesso abili a mentire. Śakuntalā allora lasciò adirata la corte, ma improvvisamente una voce divina echeggiò a corte, ordinando a Duṣyanta di riconoscere Śakuntalā e Bharata. Bharata succedette infine a suo padre come re, e con la sua potenza senza precedenti soggiogò il mondo intero, tanto che fu chiamato imperatore. Eseguì numerosi rituali sulle rive del Gange, donando grandi quantità di ricchezza ai bramini.
Bharata ebbe un figlio di nome Bhúmanyu. L'Adi Parva del Mahābhārata racconta due storie diverse sulla nascita di Bhúmanyu. Secondo la prima versione, Bharata sposò Sunanda, la figlia di Sarvasena, il re del regno di Kasi e generò da lei un figlio di nome Bhumanyu. Secondo la seconda storia, Bharata aveva tre mogli e da loro nove figli. Ma questi figli non erano all'altezza del padre e quindi incapaci di succedergli. Vedendo l'insoddisfazione di Bharata, le sue mogli adirate uccisero tutti i loro figli. Bhúmanyu nacque infine da un grande sacrificio che Bharata compì con l'aiuto del saggio Bhāradvāja.